# Mirosław Kuczyński
Mirosław Kuczyński (ur. 1947) – polski koszykarz występujący na pozycji środkowego, reprezentant Polski.

## Osiągnięcia
Reprezentacja
- Brązowy medalista mistrzostw Europy (1967)

Klubowe
- 2-krotny mistrz Polski (1966, 1969)
- Wicemistrz Polski (1968)
- 2-krotny zdobywca Pucharu Polski (1968, 1970)
- Uczestnik rozgrywek Pucharu Saporty (1968/69 – 1/4 finał[1], 1970/71 – 1/2 finał)
- Uczestnik rozgrywek Pucharu Europy Mistrzów Krajowych (1969/70)[2]

Odznaczenie
- Brązowy Medal za Wybitne Osiągnięcia Sportowe (1967)[3]